# Гаррі Голкері
Га́ррі Ге́рманні Го́лкері (фін. Harri Hermanni Holkeri; нар. 6 січня 1937, комуна Оріпяа, Фінляндія — пом. 7 серпня 2011, Гельсінкі) — фінський політик та дипломат. Прем'єр-міністр Фінляндії (1987—1991). Активіст та голова партії Національна Коаліція консервативно-ліберального спрямування.
Представник Генеральної асамблеї ООН, який спеціально займався питаннями врегулювання статусу сербської провінції Косово.

## Біографія
Народився в у фінсько-шведській родині Антті Голкері (Antti Edward Holkeri) та Майре Алґрен (Maire Kyllikki Ahlgren) в комуні Оріпяа, але родина невдовзі переїхала до залізничного центру — міста Тойала. Там здобуває середню освіту, стає активістом скаутського руху.
Закінчив політологічний факультет Гельсінського університету. 1970 вперше обраний до парламенту Фінляндії. 1971—1979 — голова Партії народної коаліції (Kokoomus). 1979—1997 — член Ради директорів Банку Фінляндії. Був кандидатом на посаду Президента Фінляндії 1982 та 1988.
1987—1991 — прем'єр-міністр Фінляндії. Замінив на цій посаді соціал-демократа Калеві Сорса, який неодноразово очолював уряд. У його кабінеті міністром праці та індустрії був Ілкка Суомінен.
1998 — узяв вагому участь у врегулюванні міжнаціонального конфлікту в Північній Ірландії, сприявши підписанню так званої Белфастської угоди.

## Діяльність у Косово
2003—2004 — керівник соціальної місії ООН у Косово. Активний у врегулюванні сербсько-албанського етнічного конфлікту. Перебував у щільному контакті з силами НАТО. Подав у відставку у зв'язку із здоров'ям.

## Особисте життя
Був одружений з Марья Лепістьо (Marja-Liisa Lepistö, 1960), мав двох дітей.